# Solferino
Solferino (Sulfrì in dialetto alto mantovano) è un comune italiano di 2 594 abitanti della provincia di Mantova in Lombardia.
È particolarmente conosciuto per la battaglia (24 giugno 1859) che ne prese il nome, combattuta fra l'esercito austriaco e quello franco-sardo come atto finale e conclusivo della seconda guerra d'indipendenza. La battaglia si concluse a Solferino con la presa della Rocca, più conosciuta come la "Spia d'Italia" per la sua posizione dominante. Nel 2016 è stata costituita l'unione dei comuni di Medole, Ponti sul Mincio e Solferino denominata "Unione dei comuni Castelli Morenici". Il comune, dal 2018, si fregia del riconoscimento di qualità turistico-ambientale della bandiera arancione, conferito dal Touring Club Italiano.

## Geografia fisica

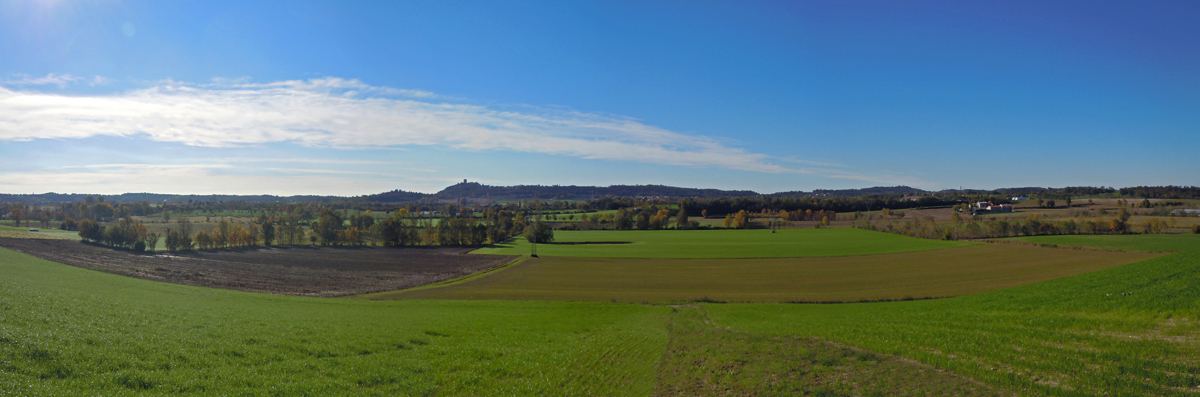
Panoramica della zona di Solferino.

Solferino è un comune situato alle propaggini settentrionali della Pianura Padana, nell'Alto Mantovano e al confine con la provincia di Brescia. Il territorio comunale, esteso per 13,08 km², fa parte dell'anfiteatro morenico del lago di Garda, situato qualche chilometro a nord. L'altitudine in corrispondenza del municipio è di 124 m s.l.m.
Poco distante è anche la provincia di Verona, coi centri di Peschiera del Garda e Valeggio sul Mincio, distanti solo pochi chilometri in direzione est. Dista 35 km da Mantova (capoluogo provinciale), 40 km da Brescia e 45 km da Verona. Confina a nord con la provincia di Brescia (Lonato del Garda), a est con Cavriana, a sud con Guidizzolo, a sud-ovest con Medole e a ovest con Castiglione delle Stiviere.
Il territorio comunale è percorso dal canale Arnò.

## Origini del nome
Le origini del toponimo vanno ricercate nell'aggettivo medievale sulphurinus, che dovrebbe indicare un torrentello solforoso, con probabile riferimento alle emanazioni sulfuree dell'anfiteatro morenico del Garda.

## Storia
Solferino appartenne ai vescovi di Mantova nell'XI secolo e ai Conti di Montichiari nel XII secolo. Nel XIV secolo entrò nelle proprietà dei Bonacolsi e successivamente dei Gonzaga, che con Orazio divenne feudo autonomo.
La battaglia di Solferino e San Martino del 24 giugno 1859 fu la più grande battaglia dopo quella di Lipsia del 1813, avendovi partecipato complessivamente più di 234 000 soldati che si combatterono per circa 12-14 ore e che lasciò sul campo circa 29 000 uomini (14 000 austriaci-veneti e 15 000 franco-sardi) e circa 10 000 prigionieri (8 000 austriaci-veneti e 2 000 franco-sardi). Per quoziente di perdite supera la battaglia di Waterloo.
Henry Dunant era uomo d'affari svizzero si era recato in Lombardia per incontrare Napoleone III per affari. Contrariamente a quanto erroneamente supposto e divulgato, Dunant non è stato testimone della battaglia di Solferino né ha visto il campo di battaglia coperto di morti e feriti. Lo afferma lui stesso nei suoi diari, ritrovati dopo la sua morte e pubblicati nel 1971 da Bernard Gagnebin nel libro dal titolo Memoires; il libro appare in Italia nel 2001. Dunant arriva a Castiglione delle Stiviere il 25 giugno 1859 (giorno successivo alla battaglia) proveniente da Brescia e vi rimane fino al 30 assistendo i feriti, qui trasportati dal campo di battaglia che venivano soccorsi dalla popolazione locale. Nel libro Un Souvenir de Solferino rende onore alle donne di Castiglione delle Stiviere che curavano tutti i feriti senza distinzione di nazionalità: "Tutti fratelli" ripetevano. E "Tutti fratelli" è diventato il motto della Croce Rossa. Dunant racconta che il 27 giugno lascia momentaneamente Castiglione per recarsi al quartier generale di Napoleone III. È in questa occasione che per la prima volta attraversa il territorio di Solferino, alla cui descrizione dedica soltanto poche righe. Il giorno successivo ritorna a Castiglione e quindi necessariamente ripassa per Solferino, ma nel libro questo suo secondo e ultimo passaggio è del tutto ignorato.
Dopo la fine della guerra, Dunant tornò a Ginevra, ma non riuscì a dimenticare le atrocità viste a Castiglione delle Stiviere. Raccontò quella esperienza castiglionese nel libro Un souvenir de Solferino. Anni dopo, insieme ad altri quattro cittadini svizzeri (Gustave Moynier, Henry Dufour, Louis Appia e Theodore Maunoir) creò il Comitato ginevrino di soccorso dei militari feriti, detto dei cinque, predecessore del Comitato Internazionale della Croce Rossa.
Il 20 novembre 2016 i cittadini di Solferino e di Castiglione delle Stiviere sono stati chiamati alle urne per esprimersi, con un referendum, a favore o contro la fusione dei due comuni. L'esito del referendum, tra gli elettori solferinesi, è stato contrario alla fusione. Il 4 giugno 2009 il comune ha ricevuto la Medaglia commemorativa del 150º anniversario della battaglia di Magenta con la seguente motivazione: Per essere stato, assieme a Magenta, il teatro principale dei primi scontri del risorgimento italiano che aprirono le porte al processo di unificazione nazionale.

### Simboli
In occasione del conferimento del titolo di Città, a Solferino è stato concesso lo stemma attualmente in uso con decreto del presidente della Repubblica 24 luglio 2007.
(D.P.R. 24.07.2007 concessione di stemma e gonfalone)
La torre raffigurata è la celebre Rocca di Solferino, mentre il sole allude alla paretimologia dotta dal latino sol ferens ("che porta il sole").
Il gonfalone è un drappo partito di rosso e di bianco.

## Società

### Evoluzione demografica
Abitanti censiti

### Etnie e minoranze straniere
Gli stranieri residenti nel comune sono 265, ovvero il 10,1% della popolazione. Di seguito sono riportati i gruppi più consistenti:
1. Marocco, 52;
2. Polonia, 46;
3. Romania, 40;
4. Albania, 29.

### Lingua e dialetti
Oltre alla lingua italiana, a Solferino è abbastanza utilizzato il dialetto locale. Essendo la località posta nell'Alto Mantovano, ma al confine con la provincia di Brescia, si parla un vernacolo bresciano con minimi influssi del mantovano.

## Monumenti e luoghi d'interesse

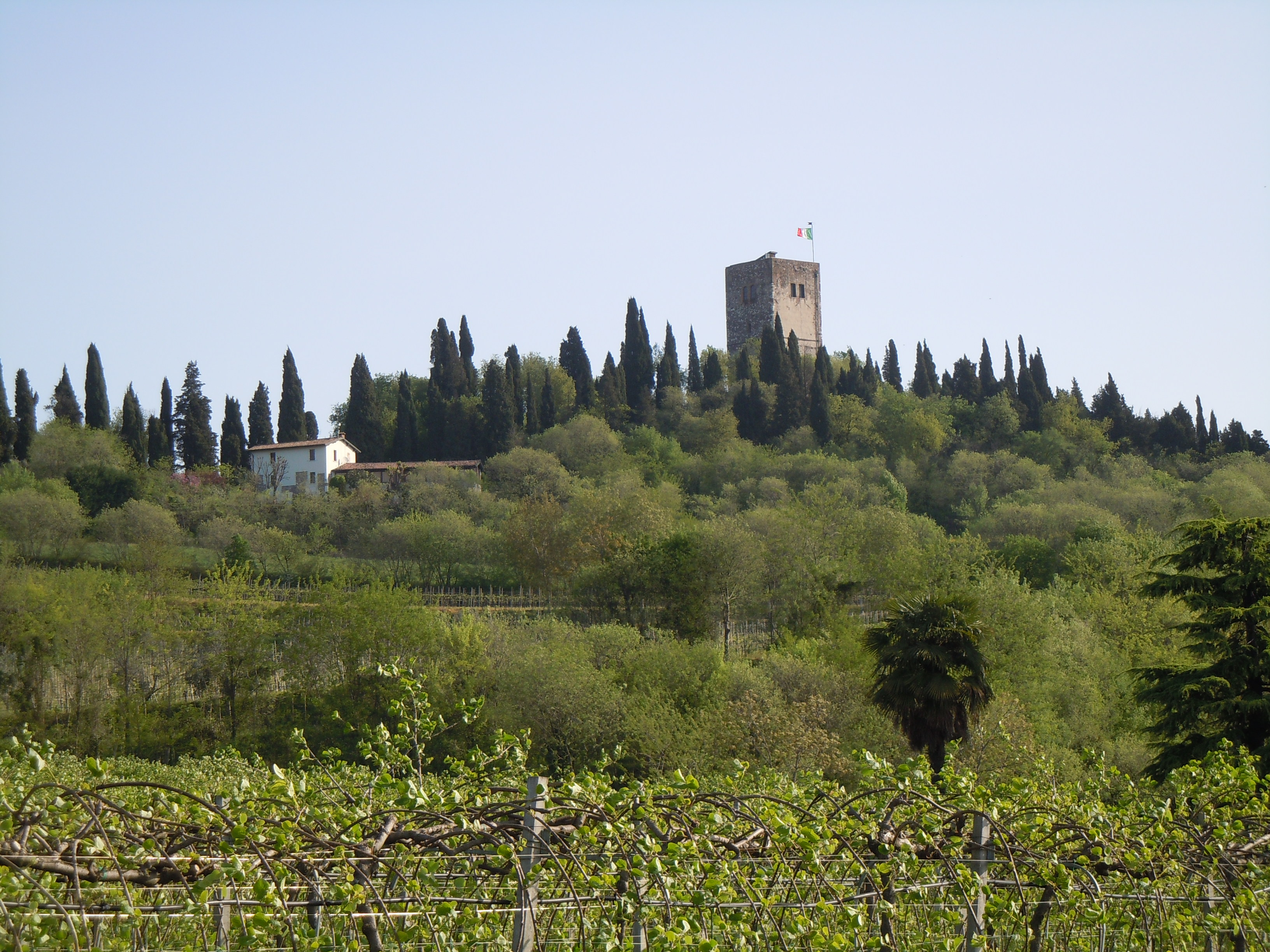
La Rocca

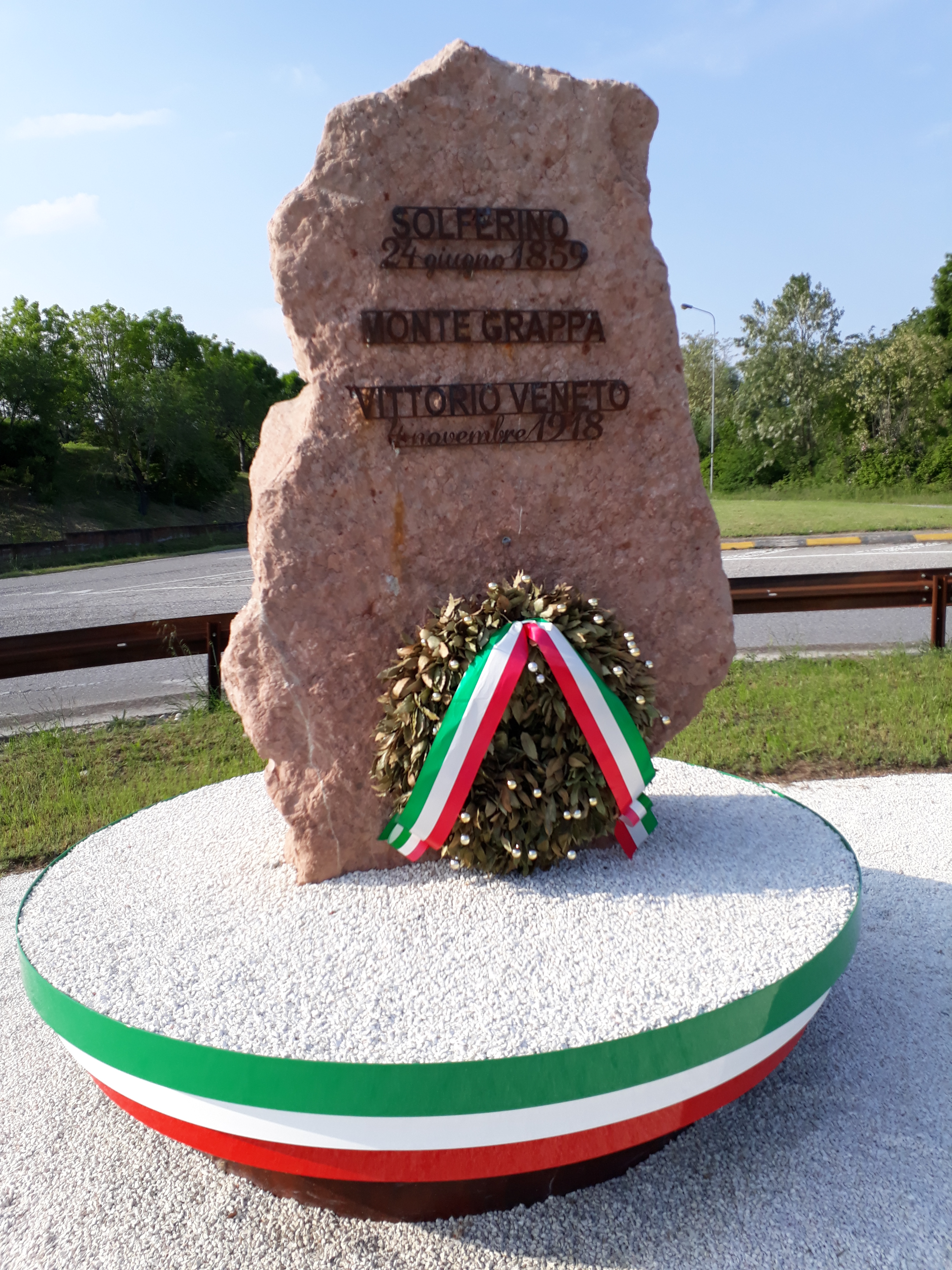
Monumento all'Unità d'Italia

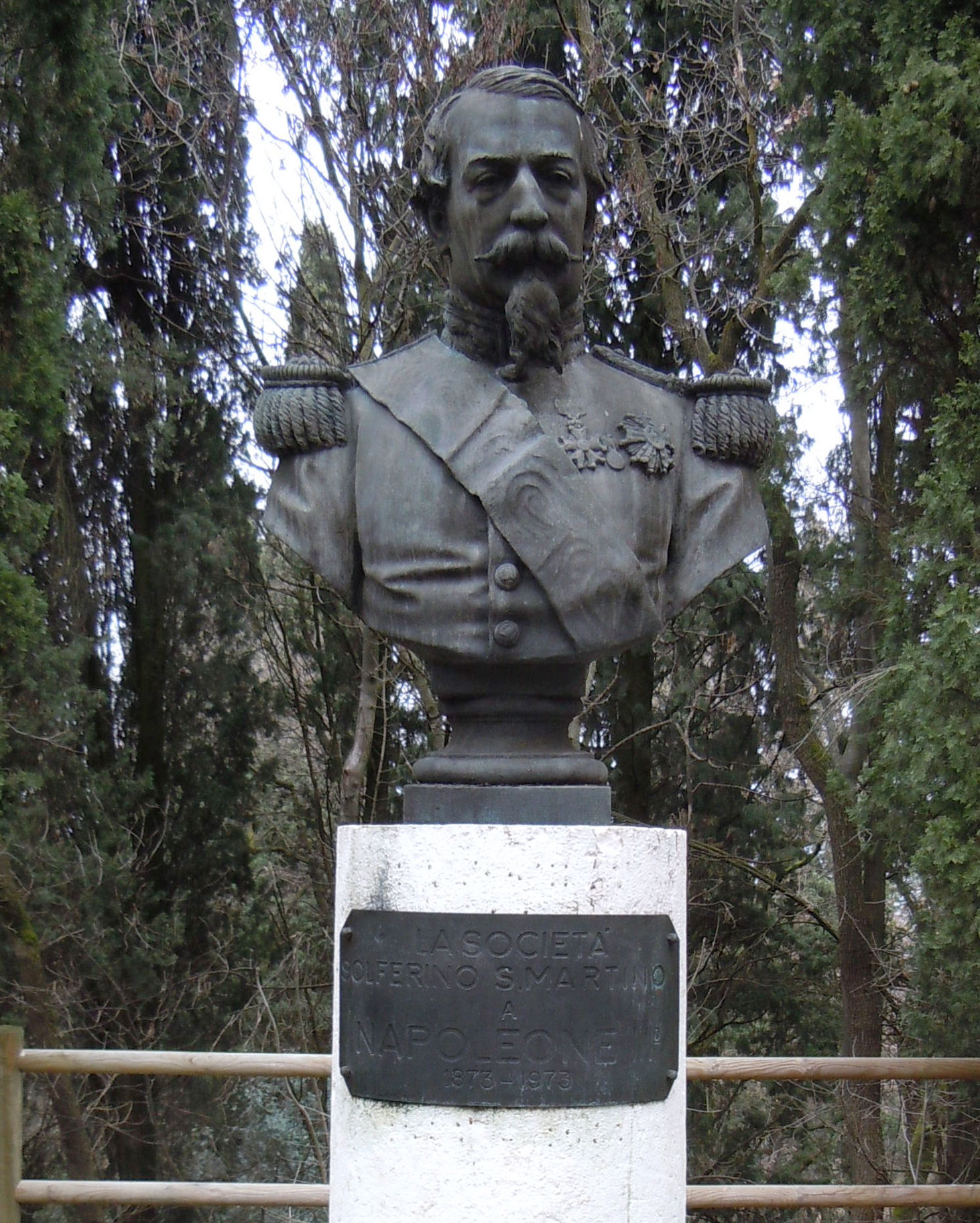
Monumento a Napoleone III

- La Rocca di Solferino, detta la "Spia d'Italia", alta 23 metri, eretta nel 1022. All'interno sono conservati i cimeli della battaglia combattuta il 24 giugno 1859. La Società Solferino e San Martino, ente morale nato nel 1870, si occupa della sua tutela e conservazione.
- Il Memoriale della Croce Rossa, eretto nel 1959, in ricordo del fondatore della Croce Rossa Jean Henry Dunant.
- Chiesa di San Nicola di Bari
- Piazza Castello, dov'era eretto il Castello di Orazio Gonzaga.
- Monumento all'Unità d'Italia[15].

### Aree naturali
- Parco Solferino

## Cultura

### Musei
- L'ossario di Solferino del 1870.

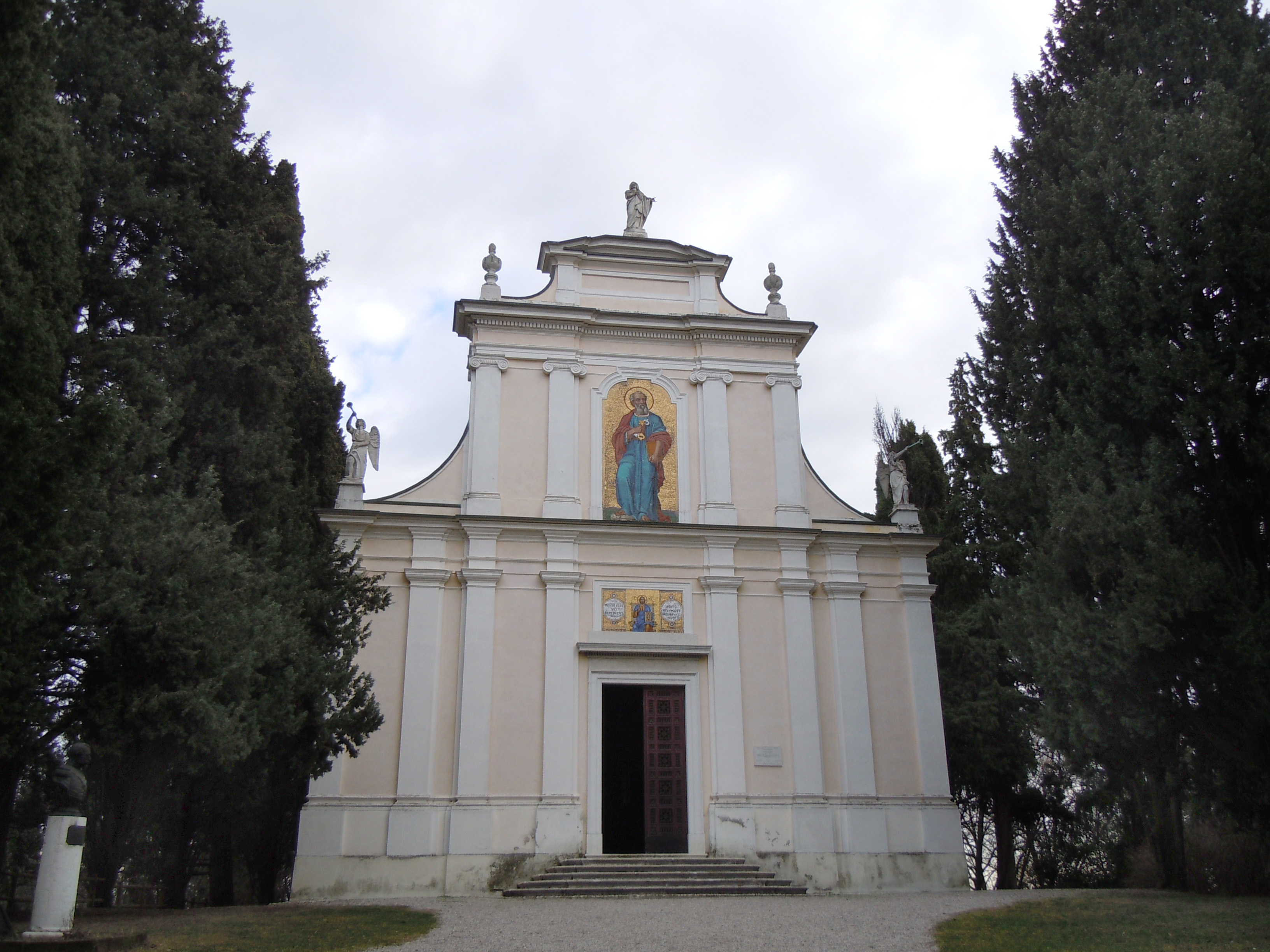
La chiesa ossario

- Il Museo del Risorgimento di Solferino e San Martino, creato nel 1931, è organizzato in tre sale dove sono contenute le testimonianze della battaglia del 24 giugno 1859. Questo spazio espositivo raccoglie materiale dell'intero periodo risorgimentale, dall'epoca napoleonica alla terza guerra d'indipendenza.[16]
- Museo La Rocca, detta "Spia d'Italia" per la sua posizione dominante il confine lombardo-veneto.

Info sui Musei di Solferino a www.solferinoesanmartino.it

### Cucina
- Capunsei di Solferino

## Amministrazione

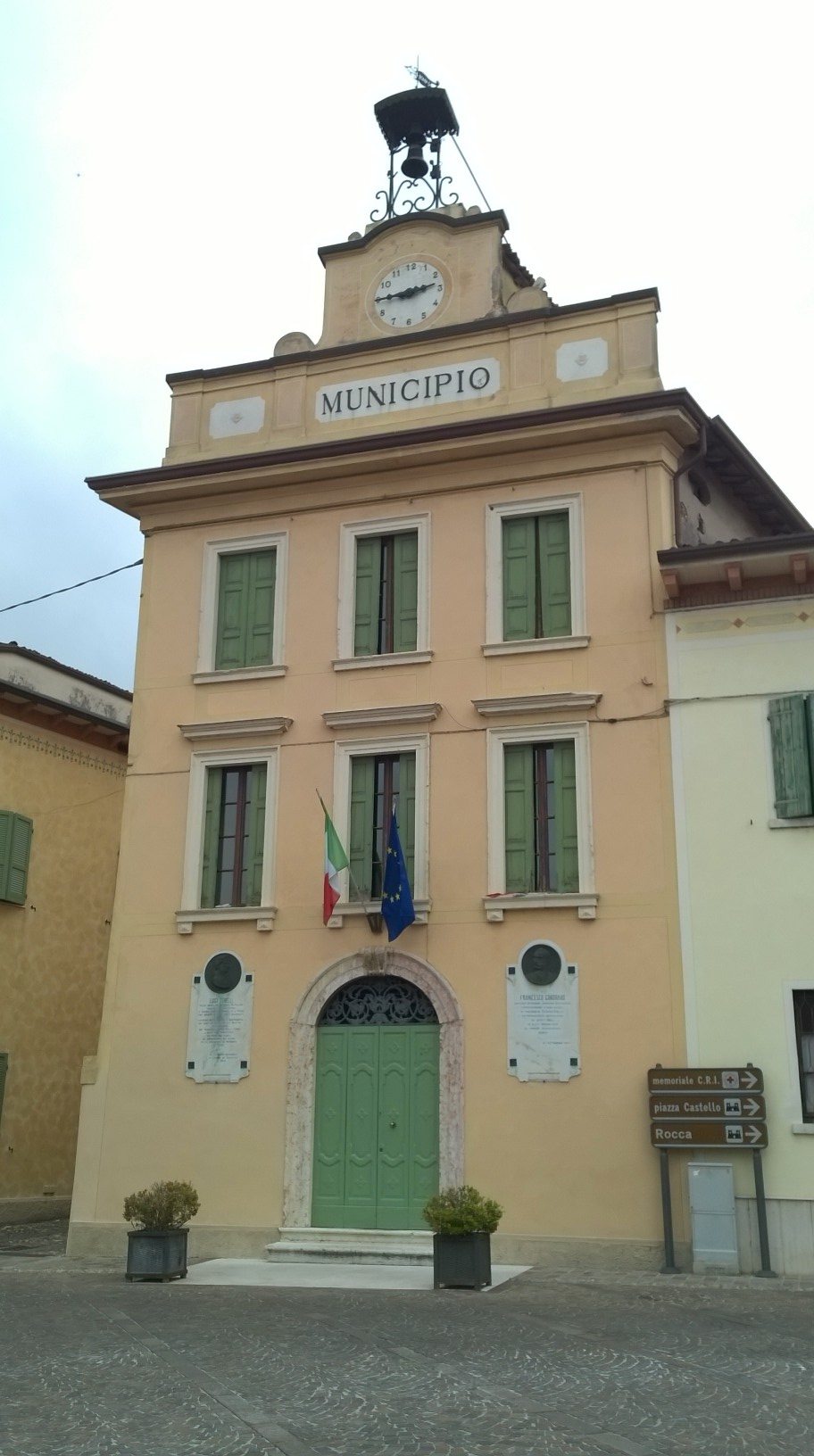
Municipio

### Gemellaggi
Solferino è gemellata con:
- Châtillon-sur-Indre;
- Solférino.

## Infrastrutture e trasporti

### Strade
D'importanza per il comune è l'autostrada A4 Milano-Venezia, col casello di Sirmione distante 10 chilometri.

### Ferrovie
Lo scalo ferroviario più vicino al comune sulla linea Milano-Venezia è la stazione di Desenzano del Garda-Sirmione.

### Aeroporti
Solferino è situato a quasi metà strada fra due importanti scali aeroportuali: l'aeroporto Valerio Catullo di Verona (35 km in direzione est) e l'aeroporto di Brescia-Montichiari (25 km in direzione ovest).